# Николай Криденер
барон Николай Павлович Криденер (на руски: Николай Павлович Криденер, нем. Nikolai Karl Gregor von Krüdener) е руски барон, офицер, генерал от пехотата. Участник в Руско-турската война (1877 – 1878).

## Биография
Николай фон Криденер е роден на 10 март 1811 г. в град Талин в семейство от стар дворянски баронски род. Ориентира се към военното поприще. Завършва Николаевското военно-инженерно училище и започва строева служба през 1828 г.
Завършва Николаевската акдемия на Генералния щаб на Руската армия (1835). Последователно е командир на: Вюртемберския пехотен полк, Кексхолмския гренадирски полк и Волинския пехотен полк. Повишен е във военно звание генерал-майор от 1859 г.
Като командир на 27-а пехотна дивизия участва в потушаването на Полско въстание (1863 – 1864). Повишен е във военно звание генерал-лейтенант от 1865 г.
Участва в Руско-турската война (1877 – 1878). При подготовката на войната е назначен за командир на 9-и армейски корпус и началник на Западния руски отряд. На 4/16 юли 1877 г. отрядът успешно превзема силната Никополска крепост. Награден е с Орден „Свети Георги“ III ст.
На 8/20 юли 1877 г. не успява да изпревари армията на Осман паша и да превземе Плевен. Неуспешна е и втората атака на града на 18/30 юли. Възниква Задръжката Плевен и се преминава към дълговременна обсада под командването на генерала от инженерните войски Едуард Тотлебен. По този повод е обвиняван след войната, че е приложил остаряла тактика на настъпателния бой.
В хода на зимното преминаване на Стара планина е началник на колона от Западния отряд с командир генерал-лейтенант Йосиф Гурко. Участва в превземането на освобождаването на София и зимното прочистване на Тракия от остатъците на армиите на Сюлейман паша. Неговата колона освобождава Пловдив.
Повишен е във военно звание генерал от пехотата. Назначен е за помощник на началника на Варшавския военен окръг. Умира на 17 февруари 1891 г. във Варшава.

## Памет
Днес улица в град Никопол е наименувана „Генерал Н. Криденер“.

## Семейство
- баща - Паул Магнус фон Криденер,
- майка - Анна Мария фон Криденер,
- съпруга - Анетта фон Криденер,
- син - Федор Николаевич фон Криденер,
- син - Антон Николаевич фон Криденер,
- син - Павел Павлович фон Криденер. [1]